# Alkohol koniferylowy
Alkohol koniferylowy – organiczny związek chemiczny z grupy alkoholi fenolowych. Jest składnikiem ligniny.